# Manuel Faria (músico)
Manuel Dias Lima de Faria (Lisboa, 1 de novembro de 1957), mais conhecido como Manuel Faria, é um músico, compositor e produtor musical português. Na qualidade de teclista ajudou a fundar os Trovante, em 1976, uma das bandas de maior referência do folk contemporâneo em Portugal, com influência na música popular e na intervenção social.
Compositor e produtor de vários trabalhos tanto nos Trovante como para outras bandas e artistas, tornou-se uma ilustre personalidade de elevado rigor profissional e criatividade nos meios musical e publicitário. Fundou a editora independente Dínamo Discos, em 1995, alcançando notoriedade com o álbum de estreia dos Da Weasel e com a compilação de vários artistas Espanta Espíritos.
Após a extinção da editora, em 1996, Manuel Faria criou a Índigo, empresa produtora de som com grande notoriedade na produção de jingles publicitários e na criação de marcas sonoras para empresas.

## Biografia e carreira

### Infância e juventude
Manuel Faria nasceu em Lisboa, em 1 de novembro de 1957, e com seis anos de idade iniciou os estudos de piano. Frequentou o liceu Pedro Nunes e o Instituto Superior Técnico.

### Formação musical com os Trovante
No verão de 1976, cinco amigos ligados pela militância política e pelo gosto da música formaram o grupo Trovante. Luís Represas na voz, o seu irmão João Nuno Represas na bateria, João Gil na guitarra, Artur Costa no saxofone e Manuel Faria nos teclados deram início a uma longa aventura que se estendeu até 1992. O primeiro disco, Chão Nosso (1977) é marcado pelo conteúdo militante dos textos das canções e pela colagem ao tipo de música de raiz etnográfica, à época muito em voga. O mesmo acontece com Em Nome da Vida (1978), álbum que surge no contexto da luta política contra a bomba de neutrões. Mas foi com o álbum Baile no Bosque (1981), que o grupo atingiu a massificação do sucesso.
Participou como convidado em trabalhos de outros músicos consagrados do panorama musical português, como José Afonso, António Variações, Sérgio Godinho, entre outros.

## Outros projetos
Enquanto produtor musical trabalhou com Mafalda Veiga no álbum Pássaros do Sul, Entre Aspas, Essa Entente e Sérgio Godinho.
Na multinacional BMG planeou e coproduziu o mega projeto Filhos da Madrugada cantam José Afonso (1994), de tributo a José Afonso, que reúne vinte bandas portuguesas nas variantes do pop rock, punk e música popular. O disco, de grande importância cultural, alcançou o duplo galardão de platina, obtendo sucesso comercial e crítico. Motivado pelo sucesso, Manuel Faria fundou em 1995 a editora independente Dínamo Discos, subsidiária da BMG, para assim poder potenciar os seus vários projetos musicais. Resolveu então apostar na concretização de uma compilação alusiva ao Natal como um dos primeiros discos da editora. Lançou o convite a amigos e a alguns dos artistas mais mediáticos na época para que criassem canções inéditas relacionadas com o Natal e propondo alguns duetos entre artistas de diferentes sensibilidades musicais, caso de António Manuel Ribeiro com Miguel Ângelo, Sérgio Godinho com Pacman ou Tim com Andreia Criner. A compilação teve boa aceitação da crítica e funcionou como uma agradável radiografia do pop rock português dos meados da década de noventa. Foi considerado pela equipa da revista Time Out Lisboa, em 2012, um dos vinte melhores discos de Natal de todos os tempos editados em Portugal. Nessa altura alguns dos seus projectos passavam pela organização de um álbum de homenagem a Amália Rodrigues e a formação do grupo Sociedade Recreativa, mas nunca concretizados.
Trabalhou na Play it Again Portugal entre 1993 e 1996. Fundou o estúdio Indigo em outubro de 1996, produtora muito conceituada no meio publicitário com vários prémios de melhor produtora de som no Clube de Criativos e nos Prémios Meios & Publicidade.
Foi o compositor da música para o Pavilhão português da Expo 00 em Hannover. O que já tinha acontecido para a Expo 98 de Lisboa.
Em 2003 Manuel Faria lançou o livro "Por detrás do Palco", biografia sobre a banda Trovante.
A partir de 2008 a Índigo começou a trabalhar na área das grandes produções de cinema. Sonorizou longas metragens de Leonel Vieira, Walter Carvalho, Fernando Lopes e Carlos Coelho da Silva e várias curtas-metragens.